# Arthur Hanau (Agrarwissenschaftler)
Arthur Hanau (geboren 23. November 1902 in Hannover; gestorben 1. August 1985 in Göttingen) war ein deutscher Agrarwissenschaftler und Pionier der Agrarmarktforschung.

## Leben
Hanau war der Sohn eines Stettiner Oberlandesgerichtsrats. Nach dem Besuch des Gymnasiums begann er eine landwirtschaftliche Lehre auf einem Gut in Pommern. Von 1922 bis 1925 studierte er an der Landwirtschaftlichen Hochschule in Berlin, vor allem bei Friedrich Aereboe. Er schloss sein Studium 1927 mit einer Dissertation zum Thema Die Prognose der Schweinepreise ab. In dieser Arbeit prägte er in Deutschland den Begriff des Schweinezyklus, der bei ihm noch Schweinepreiszyklus hieß und der in der Wirtschaftswissenschaft seither als Synonym für das Auftreten zyklischer Schwankungen von Angebot und Nachfrage gebraucht wird. Die Arbeit erschien 1928 als Vierteljahresheft am Institut für Konjunkturforschung, dem Vorläufer des Deutschen Instituts für Wirtschaftsforschung.
Nach Vorlage seiner Dissertation war er zunächst von 1927 bis 1930 als Mitarbeiter am Institut für Konjunkturforschung tätig. Von 1930 bis zur Schließung 1933 war er am Institut für landwirtschaftliche Marktforschung an der Landwirtschaftlichen Hochschule Berlin beschäftigt, wo er 1931 habilitierte. Im Rahmen der nationalsozialistischen Gleichschaltung und in der Folge des damit einhergehenden Entzugs der Lehrerlaubnis des Berliner Professors für Marktforschung Karl Brandt wurde auch seinen beiden Mitarbeitern Arthur Hanau und Hans Wilbrandt die Lehrtätigkeit zunächst verboten. 1934 verlor die landwirtschaftliche Hochschule ihre Selbständigkeit und wurde in die Friedrich-Wilhelms-Universität integriert.
Ab 1948 leitete Hanau das Institut für landwirtschaftliche Marktforschung an der 1947 gegründeten Bundesforschungsanstalt für Landwirtschaft (FAL) in Braunschweig.
Von 1953 bis 1955 war er als Berater für die Ernährungs- und Landwirtschaftsorganisation der UNO tätig.
1955 folgte er einem Ruf der Universität Göttingen auf einen Lehrstuhl für landwirtschaftliche Marktlehre.
Arthur Hanau starb 82-jährig am 1. August 1985 in Göttingen.

## Ehrungen
- 1960: Justus-von-Liebig-Preis für Welternährung[2]
- 1969: Großes Verdienstkreuz der Bundesrepublik Deutschland

## Schriften (Auswahl)
- Bestimmungsgründe der Preise für Schlachtrinder. Hobbing, Berlin 1929
- Mit Roderich Plate: Die deutsche landwirtschaftliche Preis- und Marktpolitik im Zweiten Weltkrieg. Fischer, Stuttgart 1975. ISBN 3-437-50183-6